# Boonmee Boonrod
Boonmee Boonrod (thailändisch บุญมี บุญรอด, * 6. Oktober 1982 in Surin) ist ein thailändischer Fußballspieler.

## Karriere
Boonmee Boonrod erlernte das Fußballspielen in der Jugendmannschaft vom Osotspa FC. Hier unterschrieb er 2007 auch seinen ersten Vertrag. Der Verein spielte in der ersten Liga des Landes, der Thai Premier League. 2009 wechselte er für ein Jahr zum Ligakonkurrenten Singhtarua FC nach Bangkok. 2010 kehrte er zu seinem ehemaligen Verein Osotspa zurück. Hier stand er bis Ende 2016 unter Vertrag. Für Osotspa absolvierte er 81 Erstligaspiele. Der Zweitligist Chiangmai FC aus Chiangmai nahm ihn die Saison 2017 unter Vertrag. Mit dem Verein spielte er in der zweiten Liga, der Thai League 2. Phrae United FC, ein Drittligist aus Phrae, verpflichtete ihn die Saison 2018. Mit Phrae spielte er in der dritten Liga, der Thai League 3. Hier trat der Klub in der Upper Region an. Beim Ligakonkurrenten Lamphun Warrior FC in Lamphun stand er die Saison 2019 auf dem Spielfeld. Für Lamphun absolvierte er 12 Drittligaspiele. Anfang 2020 unterschrieb er einen Vertrag beim Surin City FC in seiner Geburtsstadt Surin. Der Verein spielte in der vierten Liga, der Thai League 4. Surin spielte in der North/Eastern Region. Nach zwei Spieltagen wurde die Saison 2020 wegen der COVID-19-Pandemie abgebrochen. Während der Unterbrechung beschloss der thailändische Fußballverband, die Thai League 4 und die Thai League 3 zusammenzulegen. Die Thai League 3 wurde in sechs Regionen eingeteilt. Hier wurde Surin ebenfalls der North/Easter Region zugeteilt.